# Черветто, Арриго
Арриго Черветто (итал. Arrigo Cervetto, 16 апреля, 1927, Буэнос-Айрес — 23 февраля, 1995, Савона) — итальянский рабочий-металлург, революционер-интернационалист, марксист-ленинист (левый коммунист), партизан, участвовавший в движении Сопротивления. Один из основателей, наряду с Лоренцо Пароди, партии Lotta Comunista. После Второй мировой войны развивал анализ капиталистического способа производства Маркса, Энгельса и Ленина. Критик сталинизма с марксистских позиций, в этом вопросе использовал наработки Амадео Бордиги.

## Биография
Родился в 1927 году в Аргентине в итальянской семье из Савоны. Рабочий-металлург завода ILVA в Савоне. Получил политическое крещение в июле 1943 года в демонстрациях, которыми сопровождалось в Савоне падение режима Муссолини. Вскоре принял участи в партизанской борьбе, получил «крест за заслуги». Весной 1946 года вышел из ИКП, в которой состоял год, после ее компромисса с правительством и монархией (Поворот в Салерно). Приближается к либертарному коммунизму. 
В 1951 году на национальном совещании группы анархо-коммунистов, настроенных на реорганизацию ФАИ (Федерации анархистов Италии), в Генуе-Понтедечимо формируются Анархистские группы пролетарского действия (АГПД), в которых возникают две расходящиеся традиции: анархистская, представленная Мазини и марксистская, представленная Арриго Черветто и Лоренцо Пароди. В конце 1956 делается попытка объединить ряд групп в рамках «Коммунистической левой», в том числе, «Azione comunista», отколовшуюся от ИКП в 1956 году, бордигистскую группу Дамена, троцкистов Майтана и АГПД. В ноябре 1957 года они представляют «Тезисы об империалистическом развитии, длительности контрреволюционного периода и развитии классовой партии». 
Но в конце 1964 года происходит раскол. В 1965 году начинается история полностью автономной партии и газеты «Lotta Comunista», которая сейчас укоренена в крупных промышленных центрах на Севере Италии. Специфические условия итальянской империалистической метрополии в которой отставало развитие «рабочей аристократии» по сравнению с другими метрополиями («империализма бедняков»), стали преимуществом для формирования организации по большевистской модели в Италии на фоне бурного империалистического развития и урбанизации «славного тридцатилетия», кризиса школы и студенческих движений конца 1960-х годов вызванных этими изменениями, «горячей осени» 1969 года как пика наступательной экономической борьбы рабочих («экономического 1905 года»), в которой они потерпели поражение, кризиса реструктуризации 1970-х. В том числе партия пройдет через такие сражения: «битва за Геную», «битва за Милан», «битва за Турин». В 1970-е годы в борьбе против ИКП «Lotta Comunista» поддержал один из основателей коммунистической партии Италии Бруно Фортикьяри. 
В Италии, на сегодняшний день, «Lotta Comunista» было издано полное собрание сочинений А. Черветто в 30 томах. Работы Черветто переведены на многие европейские языки, в том числе русский. Внес большой вклад в развитие марксистской теории. В том числе исследовал такие вопросы: демократия, как лучшая оболочка капитализма; феномен империалистической демократии; концепции «партии-науки», «партии стратегии»; диалектику единства и раскола империализма в условиях глобального равновесия напряженностей после Второй мировой империалистической войны, постепенного смещения оси империалистического развития в сторону Азии; вопрос государственного капитализма, как феномена не имеющего качественного отличия от обычного капитализма, в том числе в применении к СССР, в этом вопросе использовал и развивал наработки Амадео Бордиги.